# Cethegus barraba
Espèce
Cethegus barraba est une espèce d'araignées mygalomorphes de la famille des Euagridae.

## Distribution
Cette espèce est endémique de Nouvelle-Galles du Sud en Australie. Elle se rencontre vers Barraba et dans le parc national du Mont Kaputar.

## Description
La carapace de la femelle holotype mesure 9,50 mm de long sur 7,63 mm et l'abdomen 10,00 mm de long sur 7,75 mm.

## Étymologie
Son nom d'espèce lui a été donné en référence au lieu de sa découverte, Barraba.

## Publication originale
- Raven, 1984 : Systematics of the Australian curtain-web spiders (Ischnothelinae: Dipluridae: Chelicerata). Australian Journal of Zoology Supplementary Series, no 93, p. 1-102.